# Jhon Cifuente
Jhon Jairo Cifuente Vergara, noto semplicemente come Jhon Cifuente (Esmeraldas, 23 luglio 1992), è un calciatore ecuadoriano, attaccante dell'El Nacional.

## Caratteristiche tecniche
È un centravanti.

## Carriera

### Club
Ha giocato nel campionato ecuadoriano ed in quello egiziano.

### Nazionale
Ha esordito con la nazionale ecuadoriana il 9 giugno 2017 in occasione del match dell'amichevole pareggiata 1-1 contro il Venezuela.

## Palmarès

### Club

#### Competizioni nazionali
- Primera Categoría Serie B: 1

Macará: 2016
- Campionato cileno: 3

Universidad Católica: 2016 (Apertura), 2018, 2019
- Supercoppa del Cile: 2

Universidad Católica: 2016, 2019

### Individuale
- Capocannoniere del campionato ecuadoriano: 1

2018 (37 reti)